# Edward Murphy Markham

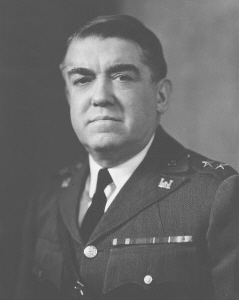
Edward M. Markham

Edward Murphy Markham (* 6. Juli 1877 in Troy, Rensselaer County, New York; † 14. September 1950 in Washington, D.C.) war ein Generalmajor der United States Army. Er war unter anderem Kommandeur des United States Army Corps of Engineers (COE).
In den Jahren 1895 bis 1899 durchlief Edward Markham die United States Military Academy in West Point. Nach seiner Graduation wurde er als Leutnant den Pionieren (Engineers) zugeteilt. In der Armee durchlief er anschließend alle Offiziersränge vom Leutnant bis zum Zwei-Sterne-General.
In seinen jüngeren Jahren absolvierte er den für Offiziere in den niederen Rangstufen üblichen Dienst in verschiedenen Pioniereinheiten und Standorten in den Vereinigten Staaten. Als Pionier (Engineer) gehörten der Hochwasserschutz, der Ausbau von Hafenanlagen, deren militärische Verteidigungseinrichtungen, Flussregulierungen sowie der Bau von Schleusen und Stauwerken, Kanälen und Leuchttürmen zu seinem Aufgabenbereich.
Zu Beginn seiner Laufbahn war er unter anderem auf den Philippinen und auf Kuba bei den dortigen Pionieren stationiert. Später leitete er den Pionierbezirk um Memphis in Tennessee. Zwischenzeitlich war Markham auch als Dozent für Pionier- und Ingenieurangelegenheiten an der Militärakademie in West Point. Während des Ersten Weltkriegs war er in Frankreich eingesetzt. Dort gehörte er dem Stab der Pioniere an, wo er für Eisenbahnen und Straßenbau zuständig war. Nach dem Ende des Krieges war er bis 1919 Leiter der Pioniereinheiten der 3. Armee im besetzten Deutschland.
Nach seiner Rückkehr in die Vereinigten Staaten war Edward Markham zwischen 1919 und 1925 Leiter des Engineerbezirks um Detroit. Danach leitete er die Army Engineer School in Fort Humphreys, in Virginia das heute unter dem Namen Fort Belvoir bekannt ist. Schließlich übernahm Markham das Kommando über die Great Lakes Division des COE. Damit war er in den US-amerikanischen Gebieten in der Region der Großen Seen für Angelegenheiten im Pionier- und militärischem Ingenieurwesen verantwortlich.
Am 1. Oktober 1933 übernahm Markham als Nachfolger von Lytle Brown das Kommando über das gesamte COE. Dieses Kommando behielt er bis zu seiner Pensionierung am 18. Oktober 1937. Während seiner Amtszeit als Kommandeur des COE veranlasste er eine Studie zur Analyse der militärischen Lage auf Hawaii.
Nach seiner Pensionierung war Edward Markham zwischen 1938 und 1945 Präsident der in Chicago ansässigen Firma Great Lakes Dredge & Dock Company. Der mit Grace Katherine Schermerhorn (1876–1951) verheiratete Offizier starb am 14. September 1950 und wurde auf dem Friedhof der Militärakademie West Point beigesetzt.